# Bouloire

Bouloire este o comună în departamentul Sarthe, Franța. În 2009 avea o populație de 2,032 de locuitori.